# Aplocheilichthys maculatus
Lacustricola maculatus là một loài cá thuộc họ Poeciliidae. Nó là loài đặc hữu của Tanzania. Các môi trường sống tự nhiên của chúng là intermittent sông và đầm lầy.